# Patrick Lachman
Patrick Lachman, född 30 mars 1970, är en amerikansk musiker som varit gitarrist i Judas Priest-sångaren Rob Halfords band Halford och sångare i heavy metal-bandet Damageplan.

## Diskografi (urval)
Med State of the Art
- State of the Art (demo, 1992)

Med Eleventh Hour
- Eleventh Hour (demo, 1995)

Med Halford
- "Resurrection" (singel, 2000)
- "Night Fall" (singel, 2000)
- Resurrection (studioalbum, 2000)
- Live Insurrection (livealbum, 2001)
- Crucible (studioalbum, 2002)
- Live in London (livealbum, 2012)

Med Damageplan
- "Breathing New Life" (singel, 2003)
- "Explode" (singel, 2004)
- New Found Power (studioalbum, 2004)
- "Pride" (singel, 2004)
- "Save Me" (singel, 2004)
- "Reborn" (singel, 2004)